# Вместе за Каталонию (2017)
Вместе за Каталонию (кат. Junts per Catalunya) — политическая коалиция, образованная на территории Каталонии 13 ноября 2017 года для участия во внеочередных выборах в местный 135-местный парламент, по итогам которых заняла второе место и первое среди трёх партий, открыто агитирующих за полную независимость от королевской Испании. Лидером объединения стал Карлес Пучдемон, проводящий свою политическую кампанию удалённо (находится фактически в изгнании в Брюсселе). Главная цель альянса — независимость Каталонии. Возник после распада формальной коалиционной платформы Вместе за «Да» (20.07.2015—07.11.2017), которая однако будет продолжать существовать де-факто, поскольку только вместе индепендентистские партии Каталонии могут формировать большинство в Парламенте (52 %).
21 декабря 2020 года коалиция прекратила существование ввиду образования политической партии «Вместе за Каталонию».

## Электоральная поддержка

Лидирующие списки по коммунам

Географически партия победила на территории 60 % коммун, охватив таким образом большую часть территории Каталонии.

### Парламент Каталонии
| Date | Голоса  | Голоса | Голоса | Места  | Места | Статус | Размер |
| Date | #       | %      | ±%     | #      | ±     | Статус | Размер |
| ---- | ------- | ------ | ------ | ------ | ----- | ------ | ------ |
| 2017 | 940 602 | 21,6 % | -      | 34/135 | 3     | -      | 2-oe   |